# Malformación uterina
Una malformación uterina es el resultado de un desarrollo anormal de los conductos mullerianos durante el desarrollo del embrión femenino (embriogénesis). Los síntomas se presentan a partir de la adolescencia, van desde amenorrea, infertilidad, pérdida recurrente de embarazos y dolor, hasta un funcionamiento normal dependiendo de la naturaleza del defecto.

## Prevalencia
La prevalencia de malformaciones uterinas se estima está alrededor del 6.7% en la población general femenina, aumenta un poco (7.3%) en la población infértil y aumenta significativamente en la población de personas con un historial de abortos espontáneos recurrentes (16%).

## Tipos
La clasificación de la Asociación Americana de Fertilidad (ahora Asociación Americana de Medicina Reproductiva) distingue los siguientes tipos:
- Clase I: Agenesia mulleriana (ausencia de útero).
  - El útero no está presente, vagina rudimentaria o ausente. Esta condición también es llamada síndrome Mayer-Rokitansky-Kuster-Hauser. El paciente con síndrome MRKH tendrá amenorrea primaria.

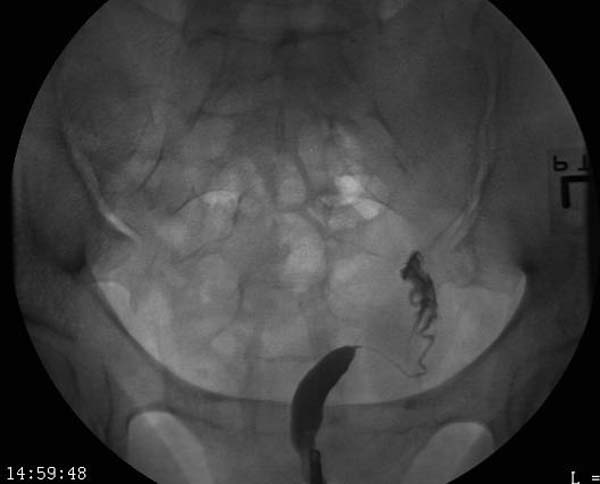
Útero Unicornio.

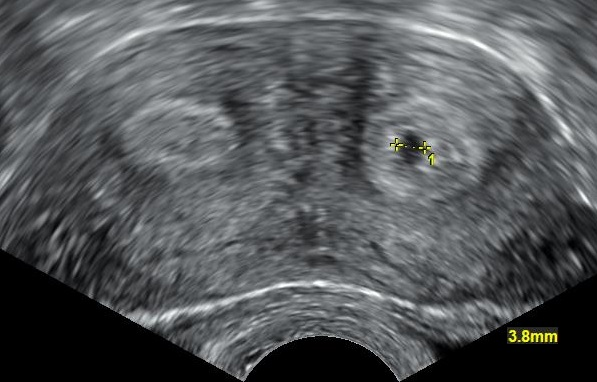
Útero bicornio con gestación.

- Clase II: Útero unicornio (útero de un solo lado).
  - Solo se forman uno de los lados de los conductos Mullerianos. El útero tiene una forma típica de "banana" en las imágenes del sistema.
- Clase III: Útero didelfo (doble útero).
  - Ambos conductos Mullerianos se desarrollan pero no se llegan a fusionar, por ende el paciente tiene un “doble útero”. En esta condición pueden darse un doble cérvix, una partición vaginal o embarazos espontáneos en ambos úteros.

- Clase IV: Útero Bicornio (útero con dos cuernos).
  - Solo la parte superior del sistema Mulleriano no se fusiona dando como resultado que la parte caudal del útero sea normal. La parte craneal del útero está bifurcada provocando así que el útero tenga “forma de corazón”.
- Clase V: Útero Particionado (Septum uterino o partición).
  - Los dos conductos Mullerianos están fusionados pero la separación entre ellos todavía está presente, separando el sistema en dos partes. Con un septum completo la vagina, el cérvix y el útero se pueden separar. Usualmente el septum afecta solo la parte craneal del útero. Un septum uterino es la malformación uterina más común y la causa de muchos abortos espontáneos. Es diagnosticado por técnicas de imágenes médicas como ecografía o resonancias magnéticas (MRI por sus siglas en inglés). La resonancia magnética (MRI) es considerada la mejor herramienta de diagnóstico debido a sus capacidades de multiplanos así como también su habilidad de evaluar el contorno uterino, zona nodal, y otras anatomías pélvicas. Un histerosalpingograma no es considerado de utilidad debido a su inhabilidad para evaluar el contorno exterior del útero y distinguir entre un bicornio y un útero particionado.

Un septum uterino puede ser corregido con una histeroscopia.
- Clase VI: Útero dietilestilbestrol (DES).
  - La cavidad uterina tiene “forma de T” como resultado de la exposición fetal al dietilestilbestrol. Aunque en algunas circunstancias no se asocia a la exposición intrautero de este medicamento y aparece de forma espontánea.

Una variación adicional es el útero útero arcuato donde hay un hoyuelo cóncavo en el fondo uterino dentro de la cavidad.
Un útero rudimentario son los restos uterinos no conectados con el cérvix y la vagina y pueden ser encontrados al otro lado de un útero unicornio.
Pacientes con anormalidades uterinas pueden tener anormalidades renales asociadas incluyendo agénesis unilateral renal.

## “Doble vagina”
En su gran mayoría, una vagina se deriva de los conductos Mullerianos; la no fusión de estos dos conductos puede ocasionar la formación de una duplicación vaginal y poca absorción de la pared entre los dos conductos puede dejar un septum residual, lo que lleva a una “doble vagina”. Si es necesario, la partición puede ser corregida quirúrgicamente.

## Diagnóstico
Aparte del examen físico, el doctor necesitará tomar imágenes para determinar las características de la malformación: Ultrasonografía ginecológica, resonancia magnética (MRI) pélvica o histerosalpingografía. Un histerosalpingograma no es considerado de utilidad debido a su inhabilidad para evaluar el contorno exterior del útero y distinguir entre un bicornio y un útero particionado. Adicionalmente una laparoscopia y/o histeroscopia pueden ser recetados. En algunos pacientes el desarrollo vaginal puede ser afectado. Al contrario de lo que pudiera pensarse, esta "malformación" no representa incomodidad alguna para la persona que la presente.

## Tratamiento
Una intervención quirúrgica depende del alcance del problema. Con un útero didelfo, usualmente no se recomienda cirugía. Un septum uterino puede ser ajustado con una simple cirugía ambulatoria que combina laparoscopía con histeroscopia. Este procedimiento hace decrecer de forma significativa la tasa de abortos espontáneos en personas con esta anomalía.

## Salud de las mujeres afectadas

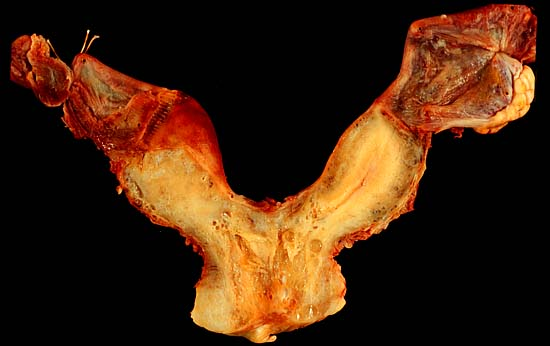
Preparación de un útero bicorne tras la extirpación del tumor de ovario izquierdo y posterior histerectomía.

El riesgo de cáncer no aumenta en un útero bicorne. Los cáncer de endometrios son muy raros. Si aún no se conoce la presencia de un útero bicorne y existe la sospecha clínica de un carcinoma, pero no se puede confirmar por los histología los hallazgos, la ecografía y la resonancia magnética ofrecen posibilidades diagnósticas, ya que la causa puede residir en un segundo cuerno uterino. Aproximadamente el 15% de todos los tumores de ovario y entre el 8% y el 10% de los tumores epiteliales de ovario son adenomas quísticos mucinosos (foto, derecha), que pueden surgir incluso en un útero normalmente desarrollado.